# Tsjaikovski 6.1
Tsjaikovski 6.1 is een compositie van de Amerikaan Peter Boyer.
De dirigent Lawrence Golan kwam bij Boyer met het verzoek een epiloog te componeren bij de zesde symfonie van Pjotr Iljitsj Tsjaikovski. Deze symfonie heeft het “moeilijk” met twee einden. Het slot van deel drie geeft vaak aanleiding tot voortijdig applaus. Het slot van deel 4, dat wegsterft, is juist een slot, dat vertraging in applaus oproept. Dat slot werd/wordt door sommigen gezien als het teken van de dood van de componist zelf; een wegstervende hartslag. Bij het uitvoeren van dat werk vond Golan dat een te somber eind, hij gaf opdracht tot een aanvulling, die geen Tsjaikovski mocht / kon zijn, maar wel als definitief (positiever) slot kon dienen. Aangezien het een aanvulling op een symfonie was, moest muziek die eerder in de symfonie gebruikt was, terugkeren in deze finale.
Boyer kwam met het idee de muziek van de laatste bladzijde van de partituur achterstevoren te spelen, tot het moment dat de somberheid grotendeels verdwenen was. Het decrescendo van het slot wordt een crescendo, alsof Tsjaikovski uit de dood herrijst. Vanaf een akkoord in glockenspiel, vibrafoon, harp, celesta en piano met strijkinstrumenten begint Boyer aan zijn eigen slot; deze muziekinstrumenten komen namelijk niet in het originele stuk voor. Het slot wordt meer aangepast aan de herkenbare melodie uit deel een van de Pathetique. Boyer excuseerde zich bij de Rus voor het gebruik van de sterk afwijkende percussie in zijn epiloog.
Golan dirigeerde de eerste uitvoering met het Lamont Symphony Orchestra op 30 mei 2007.

## Orkestratie
- 3 dwarsfluiten waaronder 1 ook piccolo, 2 hobo’s, 3 klarinetten waaronder 1 ook basklarinet, 2 fagotten,
- 4 hoorns, 3 trompetten, 3 trombones, 1 tuba
- 1 stel pauken, 3 man/vrouw voor percussie o.a. glockenspiel, vibrafoon; harp, celesta
- violen, altviolen, celli, contrabassen.

## Discografie
- Uitgave Albany Records: Moravische Philharmonie onder leiding van Golan; Tsjaikovski 6.1 wordt voorafgegaan door de Pathetique.

## Bron
- de compact disc
- Propulsive Music